# Ibrahim Salah
Ibrahim Salah (30 augustus 2001) is een Marokkaans-Belgisch voetballer die doorgaans als aanvaller speelt. Hij verruilde in januari 2023 KAA Gent voor Stade Rennais, dat hem in 2024 verhuurde aan Stade Brestois.

## Carrière

### Jeugd
Salah genoot zijn jeugdopleiding bij onder andere KV Woluwe-Zaventem, Union Sint-Gillis en Beerschot VA. Toen hij op zijn zestiende moest vertrekken bij Union trainde hij een jaar mee met Excel Moeskroen, weliswaar zonder aangesloten te zijn bij de club. Na zijn passage bij Beerschot probeerde zijn oudere broer een contract voor hem te versieren in Engeland, wat resulteerde in een periode van twee jaar zonder club.

### KAA Gent
In mei 2021 tekende hij bij KAA Gent, nadat hij in het voorjaar van 2021 via scout José Valadas en Manu Ferrera een test kon afleggen bij de club. Aanvankelijk werd hij er bij de jeugd ondergebracht, maar in december 2021 mocht hij er zijn eerste profcontract ondertekenen. Tijdens de voorbereiding op het seizoen 2022/23 mocht hij met de A-kern mee op zomerstage naar Oostenrijk.
Op 7 augustus 2022 maakte hij tegen KVC Westerlo zijn profdebuut: op de derde competitiespeeldag liet trainer Hein Vanhaezebrouck hem in de 33e minuut invallen voor de geblesseerde Andrew Hjulsager. Op 11 september 2022 kreeg hij zijn eerste basisplaats: in de 2-0-competitiezege tegen Zulte Waregem mocht hij starten en werd hij in de 63e minuut gewisseld. Op dat moment had Salah ook al twee keer meegespeeld met Jong KAA Gent in Eerste nationale. Ook in deze wedstrijden maakte Salah indruk: op de openingsspeeldag scoorde hij eenmaal in het 2-2-gelijkspel tegen URSL Visé, een week later scoorde hij tweemaal in de 0-4-zege tegen KVK Tienen.
Op 13 november 2022 opende Salah zijn doelpuntenrekening voor Gent: op de zeventiende competitiespeeldag scoorde hij tweemaal in de 0-4-zege tegen KV Kortrijk. Een kleine maand werd het contract van Salah, die in zijn eerste maanden bij de eerste ploeg van Gent indruk had gemaakt met zijn snelheid en passeerbewegingen, opengebroken tot 2026.

### Stade Rennais
Eind januari 2023 werd Salah voor 6,5 miljoen euro verkocht aan de Franse eersteklasser Stade Rennais, waar hij landgenoot Jeremy Doku tegenkomt. Salah moest er het vertrek opvangen van Kamaldeen Sulemana, die naar Southampton FC was vertrokken. Op 4 februari 2023 debuteerde hij in de Ligue 1: in de 1-3-nederlaag tegen Lille OSC liet trainer Bruno Génésio hem in de 84e minuut invallen voor Benjamin Bourigeaud. Aan het begin van het seizoen 2023-2024 weet Salah onmiddellijk 2 goals te scoren in een 5-1 overwinning van Stade Rennais tegen FC Metz.

## Clubstatistieken
| Seizoen         | Club            | Land               | Competitie       | Competitie | Competitie | Beker | Beker | Supercup | Supercup | Europees | Europees | Totaal | Totaal |
| Seizoen         | Club            | Land               | Competitie       | Wed.       | Dlp.       | Wed.  | Dlp.  | Wed.     | Dlp.     | Wed.     | Dlp.     | Wed.   | Dlp.   |
| --------------- | --------------- | ------------------ | ---------------- | ---------- | ---------- | ----- | ----- | -------- | -------- | -------- | -------- | ------ | ------ |
| 2022/23         | KAA Gent        | Vlag van België    | Eerste klasse A  | 14         | 3          | 3     | 0     | 0        | 0        | 4        | 0        | 21     | 3      |
| 2022/23         | Jong KAA Gent   | Vlag van België    | Eerste nationale | 2          | 3          | —     | —     | —        | —        | —        | —        | 2      | 3      |
| 2022/23         | Stade Rennais   | Vlag van Frankrijk | Ligue 1          | 1          | 0          | 0     | 0     | —        | —        | 0        | 0        | 1      | 0      |
| Carrière totaal | Carrière totaal | Carrière totaal    | Carrière totaal  | 17         | 6          | 3     | 0     | 0        | 0        | 4        | 0        | 24     | 3      |

Bijgewerkt op 6 februari 2023.